# Aygudi
Aygudi (o Ayikudi) è una suddivisione dell'India, classificata come town panchayat, di 12.924 abitanti, situata nel distretto di Tirunelveli, nello stato federato del Tamil Nadu. In base al numero di abitanti la città rientra nella classe IV (da 10.000 a 19.999 persone).

## Geografia fisica
La città è situata a 08° 59' 34 N e 77° 19' 54 E.

## Società

### Evoluzione demografica
Al censimento del 2001 la popolazione di Aygudi assommava a 12.924 persone, delle quali 6.491 maschi e 6.433 femmine. I bambini di età inferiore o uguale ai sei anni assommavano a 1.424, dei quali 700 maschi e 724 femmine. Infine, coloro che erano in grado di saper almeno leggere e scrivere erano 8.282, dei quali 4.674 maschi e 3.608 femmine.